# Helenka (województwo mazowieckie)
Helenka – wieś w Polsce, położona w województwie mazowieckim, w powiecie sochaczewskim, w gminie Młodzieszyn. Ma status sołectwa.
| SIMC    | Nazwa     | Rodzaj    |
| ------- | --------- | --------- |
| 0731761 | Mysłownia | część wsi |

W latach 1975–1998 wieś administracyjnie należała do województwa skierniewickiego.